# Concepción Primera
Concepción Primera är en ort i kommunen El Oro i delstaten Mexiko i Mexiko. Samhället hade 260 invånare vid folkräkningen år 2020.